# Olaf Rupp

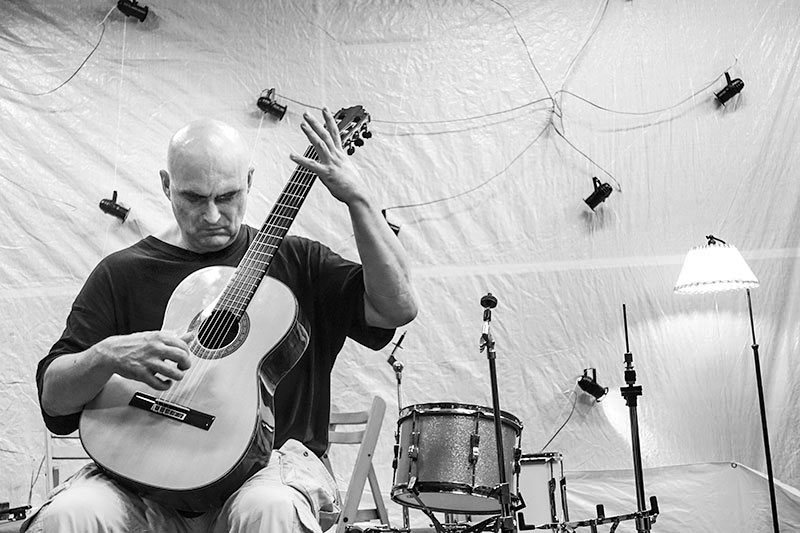
Aarhus Jazz festival 2016

Olaf Rupp (* 1963 in Saarlouis) ist ein Gitarrist im Bereich der Neuen Improvisationsmusik.

## Leben und Wirken
Rupp begann im Alter von zwölf Jahren mit dem Gitarrenspiel und ist als Musiker Autodidakt. An der Universität des Saarlandes studierte er von 1987 bis 1992 Sprachwissenschaften. Zu Beginn der 1990er Jahre spielte er vor allem improvisierte Popmusik in Duos mit Schlagzeuger Hanno Leichtmann (EmakBakia), später mit Stephan Mathieu (Stol).
1993 zog Rupp nach Berlin, wo er auf Musiker wie Rudi Mahall, Paul Lovens, Johannes Bauer, Cecil Taylor, Harri Sjöström und Wolfgang Fuchs traf. 1998 wirkte er im Rahmen des Total Music Meeting bei Butch Morris’ FMP-Produktion Conducts Berlin Skyscraper '95 mit. 1998 entstand sein erstes Soloalbum September auf dem GROB-Label in Köln, 1999 folgte die CD Life Science auf dem FMP-Label und 2000 ein Soloauftritt beim Total Music Meeting. 2002 nahm er mit dem Bassisten Joe Williamson und dem Schlagzeuger Tony Buck für das Label EMANEM das Album Weird Weapons auf. 2009 erschien auf FMP sein Soloalbum Whiteout. Er spielte außerdem mit Lol Coxhill, Marino Pliakas, Michael Wertmüller, Shoji Hano, John Zorn, Paul Lovens, Martin Schmidt und Thomas Lehn bei Tourneen in Russland, Japan und vielen europäischen Ländern. Mit Axel Dörner, Tristan Honsinger und Oliver Steidle spielt er im Quartett HDRS.
Rupps Art, die Gitarre in einer aufrechten Position zu halten, ist von den chinesischen Pipa-Spielern inspiriert. Er integrierte in sein Spiel Techniken wie Rasgueados, Tremolos und Arpeggios, um damit Oberton- und Cluster-Effekte zu erzielen.

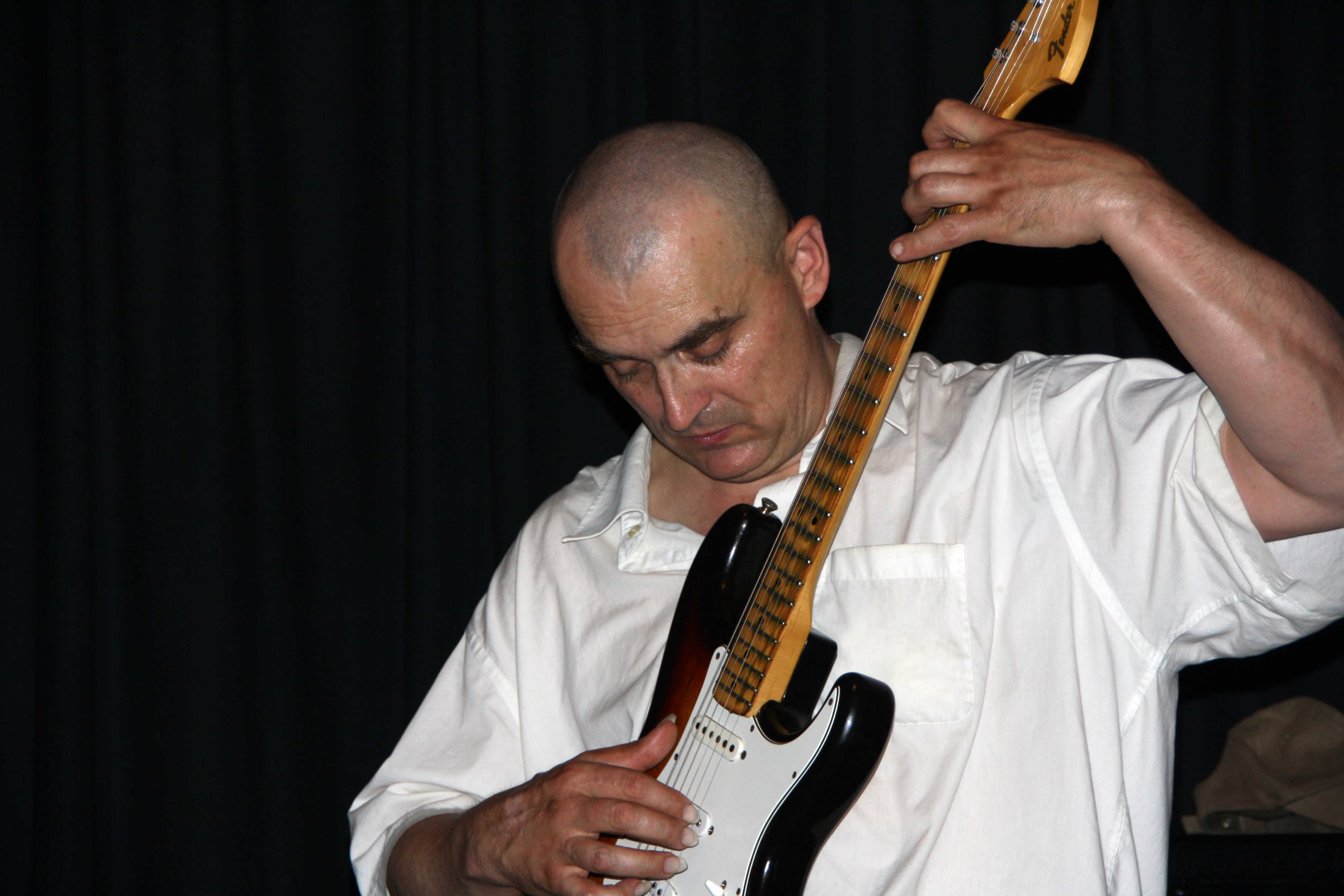
Olaf Rupp im Mai 2009 im club W71

## Diskografie (Auswahl)
- 2002: Scree (Grob, solo, akustische Gitarre)
- 2003: Kernel Panic, mit Joe Wiliamson (musica genera)
- 2005: Weird Weapons, mit Tony Buck und Joe Williamson (EMANEM)
- 2008: Noomisso, mit Shoji Hano, (KOOTOWN-Japan)
- 2008: Whiteout (Free Music Production, solo, E-Gitarre)
- 2009: The Specter of Genius, mit Michael Wertmüller (Jazzwerkstatt Berlin)
- 2009: Rupp-Pliakas-Wertmüller: Too Much Is Not Enough (Free Music Production)
- 2018: Paul Rogers, Olaf Rupp, Frank Paul Schubert: Three Stories About Rain, Sunlight and the Hidden Soil
- 2022: Nowhere Near (Audiosemantics)[1]
- 2024: Gravelshard: Gravelshard (mit Luís Vicente, John Hughes, Vasco Trilla)
- 2024: Rudi Mahall, Olaf Rupp & Kasper Tom: Live in Stockholm